# Verena Sailer
Pour les articles homonymes, voir Sailer.
Verena Sailer (née le 16 octobre 1985 à Illertissen) est une athlète allemande, spécialiste du sprint. Elle est championne d'Europe sur 100 m en 11 s 10, record personnel, à Barcelone 2010.

## Biographie
Elle se distingue lors des Championnats d'Europe espoirs 2005 en s'adjugeant la médaille de bronze du 100 mètres ainsi que la médaille d'argent au titre du relais 4 × 100 mètres. Vainqueur de son premier titre national en plein air en 2006, l'Allemande est éliminée en demi-finale du 100 m lors des Championnats d'Europe de Göteborg. L'année suivante, Verena Sailer remporte le 100 m des Championnats d'Europe espoirs de Debrecen dans le temps de 11 s 66 après avoir amélioré son record personnel lors du tour précédent avec la marque de 11 s 31. Elle se classe par ailleurs deuxième du relais 4 × 100 m. 
Septième du relais 4 × 100 m aux Championnats du monde 2007 et cinquième aux Jeux olympiques de 2008, Verena Sailer monte sur la troisième marche du podium du 60 mètres plat lors des Championnats d'Europe en salle de 2009, avant d'établir la meilleure performance de sa carrière sur 100 m en 11 s 18, le 4 juillet 2009 à Ulm. Elle participe au relais 4 × 100 m des Championnats du monde de Berlin et permet à l'équipe d'Allemagne d'obtenir la médaille de bronze.
Elle est élue sportive de l'année 2009 de la ville allemande de Kempten. 
Le 29 juillet 2010, elle remporte sur 100 m les Championnats d'Europe d'athlétisme 2010, en devançant les Françaises Véronique Mang et Myriam Soumaré.
Blessée au dos, elle renonce aux Championnats d'Europe d'athlétisme en salle 2011 de Bercy. Elle avait réalisé 7 s 25 sur 60 mètres cet hiver. Le 11 juillet 2011, elle annonce son forfait pour les Mondiaux de Daegu en raison d'une blessure au tendon d'Achille. 

## Palmarès

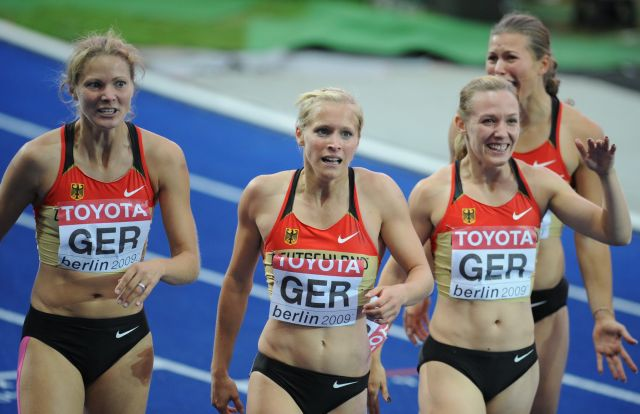
Verena Sailer (2e depuis la gauche) lors des Championnats du monde 2009.

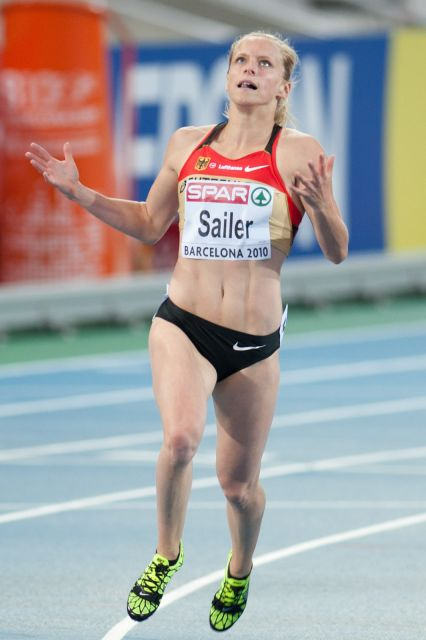
Verena Sailer après sa victoire sur 100 m lors des Championnats d'Europe 2010.

| Date | Compétition                         | Lieu      | Résultat | Épreuve   | Temps   |
| ---- | ----------------------------------- | --------- | -------- | --------- | ------- |
| 2004 | Championnats du monde juniors       | Grosseto  | 5e       | 100 m     |         |
| 2005 | Championnats d'Europe espoirs       | Erfurt    | 3e       | 100 m     |         |
| 2005 | Championnats d'Europe espoirs       | Erfurt    | 2e       | 4 × 100 m |         |
| 2007 | Championnats d'Europe espoirs       | Debrecen  | 1re      | 100 m     |         |
| 2007 | Championnats d'Europe espoirs       | Debrecen  | 2e       | 4 × 100 m |         |
| 2007 | Championnats du monde               | Osaka     | 7e       | 4 × 100 m |         |
| 2007 | DécaNation                          | Paris     | 3e       | 100 m     | 11 s 48 |
| 2008 | Coupe d'Europe des nations en salle | Moscou    | 2e       | 60 m      | 7 s 26  |
| 2008 | Jeux olympiques                     | Pékin     | 4e       | 4 × 100 m |         |
| 2009 | Championnats d'Europe en salle      | Turin     | 3e       | 60 m      | 7 s 22  |
| 2009 | Championnats du monde               | Berlin    | 3e       | 4 × 100 m | 42 s 87 |
| 2009 | DécaNation                          | Paris     | 1re      | 100 m     | 11 s 22 |
| 2010 | Championnats d'Europe               | Barcelone | 1re      | 100 m     | 11 s 10 |
| 2010 | DécaNation                          | Annecy    | 1re      | 100 m     | 11 s 42 |
| 2012 | Championnats d'Europe               | Helsinki  | 6e       | 100 m     | 11 s 42 |
| 2012 | Championnats d'Europe               | Helsinki  | 1re      | 4 × 100 m | 42 s 51 |
| 2013 | Championnats d'Europe en salle      | Göteborg  | 7e       | 60 m      | 7 s 16  |
| 2013 | Championnats d'Europe par équipes   | Gateshead | 2e       | 4 × 100 m | 43 s 15 |
| 2014 | Championnats du monde en salle      | Sopot     | 8e       | 60 m      | 7 s 18  |
| 2014 | Relais mondiaux de l'IAAF           | Nassau    | 6e       | 4 × 100 m | 43 s 37 |
| 2014 | Championnats d'Europe par équipes   | Brunswick | 3e       | 100 m     | 11 s 45 |
| 2015 | Championnats d'Europe en salle      | Prague    | 3e       | 60 m      | 7 s 09  |
| 2015 | Championnats du monde               | Pékin     | 5e       | 4 × 100 m | 42 s 64 |

## Records
| Épreuve    | Temps   | Lieu     | Date        |
| ---------- | ------- | -------- | ----------- |
| 60 mètres  | 7 s 08  | Prague   | 7 mars 2015 |
| 100 mètres | 11 s 02 | Weinheim | 2 août 2013 |

## Anciens clubs
- TSV 1862 Illertissen
- SC Vöhringen
- TV Kempten 1856
- TSV 1860 Munich ( - 2008)
- LAC Quelle Fürth/Munich ( - début 2009)
- MTG Mannheim (courant 2009 - )